# 風見鶏 (Something ELseのアルバム)
『風見鶏』（かざみどり）は、2003年5月14日に発売された、Something ELseの5枚目のオリジナル・アルバム。

## 概要
1年2か月ぶりのオリジナル・アルバム。
サブ・アーバンミュージックを提唱後、初のアルバムであり、アレンジはアコースティック・ギターを中心にしており、半数の楽曲でリズム隊は全て打ち込みとなっている。
オープニングには3人のアカペラが収録されており、2曲目へ続く構成。
サムエルのアルバムでは本作のみ、コピーコントロールCD。

## 収録曲
特記以外　作詞・作曲：今井千尋／編曲：深沼元昭・Something ELse
1. 風見鶏〜Introduction〜
2. パーフェクトドリーム
3. 国道16
  - 編曲：山川恵津子
  - 日本テレビ系「モグモグGOMBO」エンディングテーマ。
  - シングルでは初めてストリングスアレンジを取り入れた。
4. 少年
  - 編曲：Jin Nakamura・Something ELse
  - 日本テレビ系「カップリングLOVE」エンディングテーマ。
  - ほぼ3人の演奏とドラムのみであり、ライブ感をイメージして制作。
5. cold flower
  - 編曲：Something ELse
6. 月の虹
  - 作詞・大久保伸隆　作曲:伊藤大介
7. 洗濯機のうた
8. Di Di Di
  - 作詞・作曲：伊藤大介
9. 残像
  - ライブではアンプラグドで演奏されることもあった。
10. 勇気の花
  - 作詞：大久保伸隆　作曲:今井千尋
11. （ただ）[1]
  - アルバム内では隠しトラック扱いとなっている。

| 前作: Y | Something ELseのアルバム | 次作: 夏唄 |